# Ossigenata
Ossigenata è la seconda raccolta della cantante Donatella Rettore, pubblicata nel 1989, su etichetta Fonit Cetra. Analogamente alla prima del 1982, Super-rock Rettore - Le sue più belle canzoni, anche questa contiene due inediti, come in quel caso usciti anche sul lato A e sul lato B di un singolo (Zan zan zan / Sogno americano). Dopo "Rettoressa", album di inediti di studio del 1988, questo è il secondo disco di Rettore anche disponibile in CD, oltre che LP ed MC.

## Il disco
L'antologia comprende 7 brani tratti dagli album "Brivido divino" (1979"), "Magnifico delirio" (1980) ed "Estasi clamorosa" (1981), 2 brani tratti dall'album "Kamikaze Rock 'n' Roll Suicide" (1982) e Amore stella, presentata al Festival di Sanremo 1986 e, fino ad allora, mai inclusa su nessun album. "Brivido divino" ed "Estasi clamorosa" contribuiscono alla track listing con 3 brani ciascuno, mentre di "Magnifico delirio" viene riproposta soltanto Kobra. Di Kamikaze Rock 'n' Roll Suicide" vengono selezionate il singolo Lamette e Karakiri.
Non vi compaiono, invece, né brani tratti dai primi due album ("Ogni giorno si cantano canzoni d'amore" del 1975 e "Donatella Rettore" del 1977), né canzoni contenute nei due LP incisi per la CGD ("Far West" del 1983 e "Danceteria" del 1985), né pezzi inclusi in ("Rettoressa" del 1988), distribuito dalla Ricordi, per motivi di copyright, che avrebbero altrimenti coinvolto troppe etichette, rischiando di ritardare troppo l'uscita di un disco. La foto in copertina ritrae la cantante bionda in una posa riflessiva.
La collection del 1989, che tra l'altro non comprende neanche alcun pezzo in lingua inglese, ma tutti brani cantati in italiano, ripropone la canzone vincitrice del Festivalbar 1981, Donatella, uno dei primi e rari esempi di ska in italiano, la traccia Kobra, con cui Rettore ha vinto Vota la voce e si è classificata prima tra le donne al Festivalbar 1980, e Splendido splendente, il suo primo successo del 1979. Amore stella, il brano sanremese del 1986, è l'unico brano incluso nella compilation che non è stato scritto dalla stessa Rettore assieme a Claudio Rego.

## Tracce
Lato A
1. Zan zan zan - 4:09 (inedito, dal 45 giri Zan zan zan / Sogno americano, 1989)
2. Sogno americano - 3:22 (inedito, dal 45 giri Zan zan zan / Sogno americano, 1989)
3. Amore stella - 4:02 (dal 45 giri Amore stella / Dea, 1986)
4. Estasi - 3:48 (dall'album "Estasi clamorosa", 1981)
5. Splendido splendente - 3:24 (dall'album "Brivido divino", 1979)
6. Eroe - 3:12 (dall'album "Brivido divino", 1979)

Lato B
1. Kobra - 3:27 (dall'album "Magnifico delirio", 1980)
2. Lamette - 2:48 (dall'album "Kamikaze Rock 'n' Roll Suicide", 1982)
3. Donatella - 3:12 (dall'album "Estasi clamorosa", 1981)
4. Diva - 4:10 (dall'album "Estasi clamorosa", 1981)
5. Brilla - 4:11 (dall'album "Brivido divino", 1979)
6. Karakiri - 4:02 (dall'album "Kamikaze Rock 'n' Roll Suicide", 1982)

## Crediti
- Donatella Rettore: voce e testi (tranne #3); art director
- Claudio Rego: musica (tranne #3)
- Maurizio Fabrizio/Morra: testo e musica #3
- Mauro Malavasi per Clock Music, Bologna: realizzazione
- Ariston/Senso Unico/Kono Music: edizioni musicali
- Pinuccio Pirazzoli: arrangiamenti
- Maria Pia Giarré: foto
- Emilio Cavallini: abiti

## Classifiche
| Classifica (1989) | Posizione massima |
| ----------------- | ----------------- |
| Italia            | 39                |